# Olympische Sommerspiele 2012/Teilnehmer (Angola)
| Gelbes Symbol für Goldmedaillen mit stilisierten Olympischen Ringen | Graues Symbol für Silbermedaillen mit stilisierten Olympischen Ringen | Braundes Symbol für Bronzemedaillen mit stilisierten Olympischen Ringen |
| ------------------------------------------------------------------- | --------------------------------------------------------------------- | ----------------------------------------------------------------------- |
| —                                                                   | —                                                                     | —                                                                       |

Angola nahm in London an den Olympischen Spielen 2012 teil. Es war die insgesamt achte Teilnahme an Olympischen Sommerspielen. Das Comité Olímpico Angolano nominierte 35 Athleten in sieben Sportarten.

## Flaggenträger
Die Judoka Antónia Moreira trug die Flagge Angolas während der Eröffnungsfeier.

## Teilnehmer nach Sportarten

### Basketball
| Wettbewerb    | Frauen |
| ------------- | --- |
| Athleten      | Catarina Camufal Angela Cardoso Fineza Eusébio Madalena Felix Ngindula Filipe Ana Gonçalves Sonia Guadalupe Felizarda Jorge Nadir Manuel Nacissela Mauricio Luisa Tomas Astrida Vicente |
| Trainer       | Aníbal Moreira |
| Gruppenphase  | Türkei (50:72) USA (38:90) Volksrepublik China (52:76) Kroatien (56:75) Tschechien (47:82)                                                                                              |
| Viertelfinale | ausgeschieden |
| Halbfinale    | ausgeschieden |
| Finale        | ausgeschieden |
| Platzierung   | – |

### Boxen
| Athleten    | Wettbewerb              | 1. Runde         | 1. Runde         | Achtelfinale     | Achtelfinale     | Viertelfinale    | Viertelfinale    | Halbfinale       | Halbfinale       | Finale           | Finale           | Rang |
| Athleten    | Wettbewerb              | Gegner           | Ergebnis         | Gegner           | Ergebnis         | Gegner           | Ergebnis         | Gegner           | Ergebnis         | Gegner           | Ergebnis         | Rang |
| ----------- | ----------------------- | ---------------- | ---------------- | ---------------- | ---------------- | ---------------- | ---------------- | ---------------- | ---------------- | ---------------- | ---------------- | ---- |
| Männer      |                         |                  |                  |                  |                  |                  |                  |                  |                  |                  |                  |      |
| Tumba Silva | Schwergewicht bis 91 kg | nicht angetreten | nicht angetreten | nicht angetreten | nicht angetreten | nicht angetreten | nicht angetreten | nicht angetreten | nicht angetreten | nicht angetreten | nicht angetreten | –    |

### Handball
| Wettbewerb    | Frauen |
| ------------- | --- |
| Athleten      | Nair Almeida Neide Barbosa Ana Barros Natália Bernardo Azenaide Carlos Magda Cazanga Cristina Direito Isabel Fernandes Isabel Guialo Luisa Kiala Marcelina Kiala Edith Mbunga Carolina Morais Marta Santos Joelma Viegas |
| Trainer       | |
| Gruppenphase  | Russland 27:30 (12:18) Kroatien 23:28 (11:13) Montenegro 25:30 (14:13) Großbritannien 31:25 (14:10) Brasilien 26:29 (9:14)                                                                                               |
| Viertelfinale | ausgeschieden |
| Halbfinale    | ausgeschieden |
| Finale        | ausgeschieden |
| Platzierung   | – |

### Judo
| Frauen          |                  |   |   |           |           |               |               |               |               |               |               |               |               |               |               |   |
| Antónia Moreira | Klasse bis 70 kg | - | - | Y. Alvear | 0001-0100 | ausgeschieden | ausgeschieden | ausgeschieden | ausgeschieden | ausgeschieden | ausgeschieden | ausgeschieden | ausgeschieden | ausgeschieden | ausgeschieden | 9 |

### Kanu

#### Kanurennsport
| Athleten                                 | Wettbewerb | Vorlauf      | Vorlauf | Halbfinale   | Halbfinale | B-Finale      | B-Finale      | Rang |
| Athleten                                 | Wettbewerb | Zeit         | Rang    | Zeit         | Rang       | Zeit          | Rang          | Rang |
| ---------------------------------------- | ---------- | ------------ | ------- | ------------ | ---------- | ------------- | ------------- | ---- |
| Männer                                   |            |              |         |              |            |               |               |      |
| Nelson Henriques                         | C-1 200 m  | 55,268 s     | 24      | 50,876 s     | 23         | ausgeschieden | ausgeschieden | 23   |
| Fortunato Luis Pacavira                  | C-1 1000 m | 4:39,723 min | 16      | 4:43,027 min | 714        | 4:35,017 min  | 6             | 14   |
| Nelson Henriques Fortunato Luis Pacavira | C-2 1000 m | 4:16,478 min | 12      | 4:18,543 min | 10         | 4:15,497 min  | 4             | 12   |

### Leichtathletik
Laufen und Gehen 
| Athleten         | Wettbewerb | Vorlauf     | Vorlauf | Halbfinale    | Halbfinale    | Finale        | Finale        | Rang |
| Athleten         | Wettbewerb | Zeit        | Rang    | Zeit          | Rang          | Zeit          | Rang          | Rang |
| ---------------- | ---------- | ----------- | ------- | ------------- | ------------- | ------------- | ------------- | ---- |
| Frauen           |            |             |         |               |               |               |               |      |
| Felismina Cavela | 800 m      | 2:10,95 min | 32      | ausgeschieden | ausgeschieden | ausgeschieden | ausgeschieden | 32   |
| Männer           |            |             |         |               |               |               |               |      |
| Manuel António   | 800 m      | 1:52,54 min | 46      | ausgeschieden | ausgeschieden | ausgeschieden | ausgeschieden | 46   |

### Schwimmen
| Athleten          | Wettbewerb    | Vorlauf     | Vorlauf | Halbfinale    | Halbfinale    | Finale        | Finale        | Rang |
| Athleten          | Wettbewerb    | Zeit        | Rang    | Zeit          | Rang          | Zeit          | Rang          | Rang |
| ----------------- | ------------- | ----------- | ------- | ------------- | ------------- | ------------- | ------------- | ---- |
| Frauen            |               |             |         |               |               |               |               |      |
| Mariana Henriques | 50 m Freistil | 31,36 s     | 61      | ausgeschieden | ausgeschieden | ausgeschieden | ausgeschieden | 61   |
| Männer            |               |             |         |               |               |               |               |      |
| Pedro Pinotes     | 400 m Lagen   | 4:24,69 min | 30      | ausgeschieden | ausgeschieden | ausgeschieden | ausgeschieden | 30   |